# گویکو پیتلوویچ
گویکو پیتلوویچ (انگلیسی: Gojko Pijetlović؛ زادهٔ ۷ اوت ۱۹۸۳) بازیکن واترپلو اهل صربستان است.
وی در مسابقات کشوری و بین‌المللی در مجموع برندهٔ ۱۴ مدال طلا، ۲ مدال برنز شده‌است.